# Tuareg
Los tuaregs, imuhar o kel tamasheq son un pueblo bereber (o amazigh) de tradición nómada del desierto del Sáhara. Su población se extiende por seis países africanos: Argelia, Libia, Níger, Malí, Mauritania y Burkina Faso. Cuando se desplazan, cubren tanto sus necesidades como las de sus animales, debido a que viven en unidades familiares extensas que llevan grandes rebaños a su cargo. Tienen su propia escritura, el tifinagh, y su propio idioma, el idioma tamashek.
El desarrollo de los medios de transporte modernos en el Sáhara desde la segunda mitad del siglo XX ha provocado el declive de la actividad comercial de las caravanas tuareg y la sedentarización de parte de su población en las grandes ciudades del sur del desierto y del Sahel, además de estar sufriendo un proceso de islamización de la mano de grupos radicales, cuyo objetivo final es la implementación de la Sharía, la ley islámica.
La marginalización cultural y económica les ha llevado a emprender una lucha política y armada desde los años 1960 y 1990, principalmente en Malí y Níger. En 2012, los tuaregs iniciaron una nueva rebelión y proclamaron la independencia del estado Azawad, en el norte de Malí (que incluyó las ciudades de Tombuctú, Kidal y Gao, declarada la capital), que no fue reconocido por ningún país ni organismo internacional, antes de ser retomado por Malí.

## Etimología

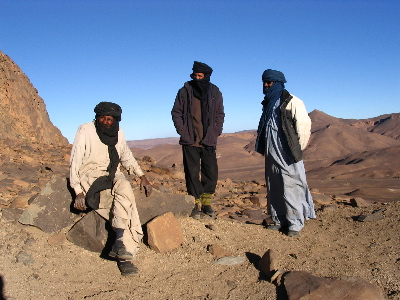
Tuaregs.

No se conoce exactamente la etimología de la palabra árabe طوارق, t.uwâriq (castellanizado como «tuareg») pero se sabe que es el plural de طرقي targuí o t.arqî (en femenino طرقية targuía o t.arqîya), etnónimo que, al parecer, procede de una antigua ciudad del Fezán llamada Targa (طرقة). Según la teoría etimológica de Sidahmed Ahmed Luchaa sobre la palabra "tuareg", su origen viene de la palabra "sin camino" (طريقة - tariga) en árabe, ya que estos tenían fama de "corta-caminos" para atracar las caravanas de los saharauis.[cita requerida]
En las lenguas bereberes, el sustantivo común targa suele aludir a un cauce fluvial, principalmente al tipo de río de África del Norte que en árabe se conoce como wadi (‘riada’ o ‘cauce’ torrencial de un río).
En su propio idioma este pueblo se suele autodenominar imasheghan, imajeghan o imuhagh, palabra cuyo significado es ‘los libres’ o ‘los nobles’, siendo cognado de amazigh/imazighen en las lenguas bereberes septentrionales. También se dan a sí mismos el nombre de kel tamajaq o kel tamasheg (‘los que hablan el idioma tamasheg’).

## Historia
Artículo principal: Historia del pueblo tuareg

### Prehistoria

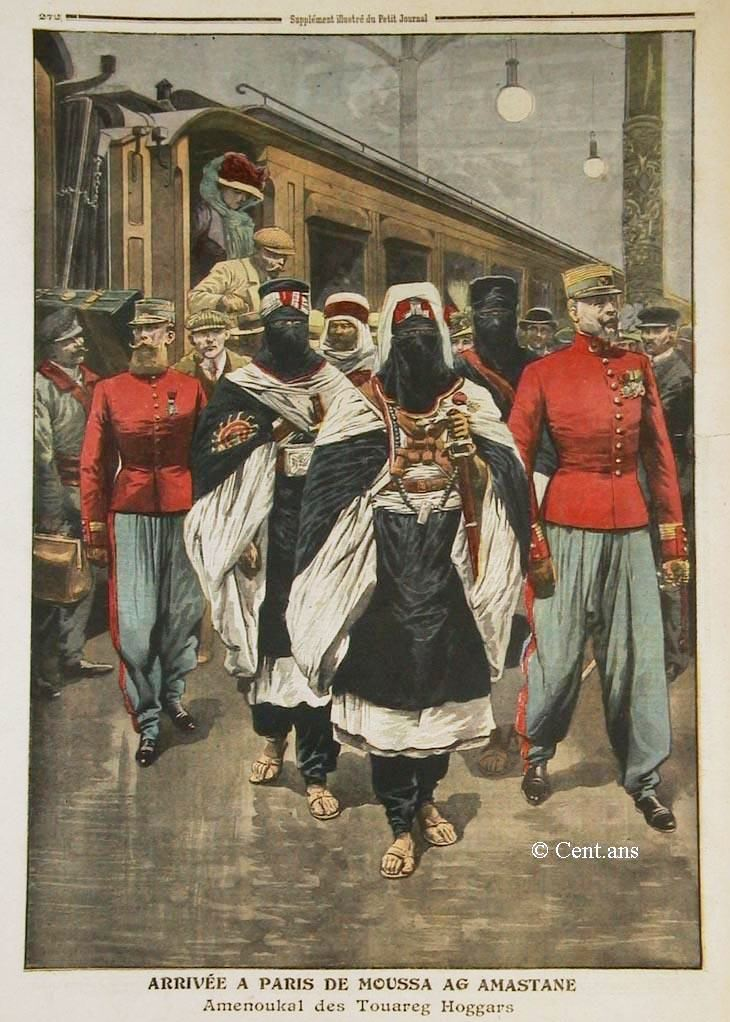
El jefe tuareg Moussa Ag Amastan llegando a París (1910).

Se suponía que eran descendientes de los antiguos garamantes que en la Antigüedad habitaban el Fezzán. Limitaban al norte con los mauritanos, al oeste con los getulos y al este quizás ya con los ancestros de los tubus. Durante la Edad Media sus linajes se vincularon con los de los sanhaya y de los zenatas.
Estudios genéticos destinados a conocer el origen y la difusión de la especie humana por el planeta en tiempos prehistóricos, han determinado que la población tuareg del Fezzan, la zona desde la cual los tuaregs se expandieron por el Sahara y el Sahel ubicada al suroeste del actual estado de Libia, es de origen euroasiático, como la bereber, teniendo los haplogrupos E1b1 y R1 la mayor preponderancia entre la población masculina.

### Las confederaciones históricas
Cada confederación, liderada por un amenokal escogido entre los miembros de las tribus nobles, estaba compuesta por un número variable de tribus, y cada tribu estaba compuesta por un número variable de individuos, que variaba entre las pocas decenas y los centenares o unos pocos miles en la actualidad.
En una confederación había tribus nobles que tenían el liderazgo político y guerrero y tribus vasallas compuestas por imghad, ineslemen y antiguos iklan emancipados. Las tribus vasallas de imghad, podían, a su vez, tener tribus vasallas subsidiarias, que hubieran sido conquistadas en guerra u otorgadas por los nobles por servicios.
En la guerra eran los guerreros de las tribus nobles, así como las tribus vasallas de imghad quienes combatían. Era muy complicado juntar más allá de unos pocos centenares de guerreros, lo cual facilitó la conquista por parte de los franceses. 
El linaje entre los tuaregs es matrilineal: los individuos pertenecen a la tribu de su madre, aunque los hombres son los que poseen el ganado y los que tienen el liderazgo político.

#### Las confederaciones tuareg entre los siglos XI-XVII
Durante la Edad Media, los tuaregs estaban organizados en dos grupos: los Ihaggaren o tuaregs del norte, localizados en el macizo de Ahaggar y los Tademaket, conocidos como tuareg sudaneses, asentados en el Adrar des Iforas en el actual Malí. 
Entre los siglos XVI-XVII, estos dos grupos se dividieron en otras dos confederaciones: los Kel Ahaggar y Kel Ajjer, en lo que hoy es Argelia, y los Kel Adrar y Kel Ioullimmidden, en lo que hoy es Malí y Níger respectivamente.

### Las confederaciones tuareg en el tiempo de la colonización francesa
Cuando los franceses llegaron a la zona durante el siglo XIX, existían 6 confederaciones principales:
- Ihaggaren o Kel Ahaggar: localizados en el macizo de Ahaggar, en Argelia.
- Los Kel Ajjer, asentados en el Tassili y el Fezzán libio
- Los Kel Ioullimmidden: asentado en la curva del Níger.
- Los Tenguéréguif, que poblaban la región de Timbuctú.
- Los Kel Aïr, localizados en Damergou,
- Los Kel Ewey y Kel Ferwan, en el macizo del Aïr.

### Los sultanatos
Los tuaregs encabezaron varios sultanatos en el Sahel. El del Aïr desde 1405 y en Agadez desde mediados el siglo XV, que les permitió tener el control de las rutas caravaneras del Sahara. También Tombuctú estuvo bajo su dominio, pero lo perdieron en 1591 frente a las tropas moriscas de Ibrahim Pachá. 
Las ciudades bajo su dominio no quedaban pobladas por tuareg, que mantenían su sociedad en el nomadismo sino por población local entre los que destacaban los árabes por su actividad comercial. En Agadez, por ejemplo, había un delegado que actuaba como gobernante e imponía tributos a los caravaneros.

#### El sultanato del Aïr o de Agadez
Artículo principal: Sultanato de Agadez

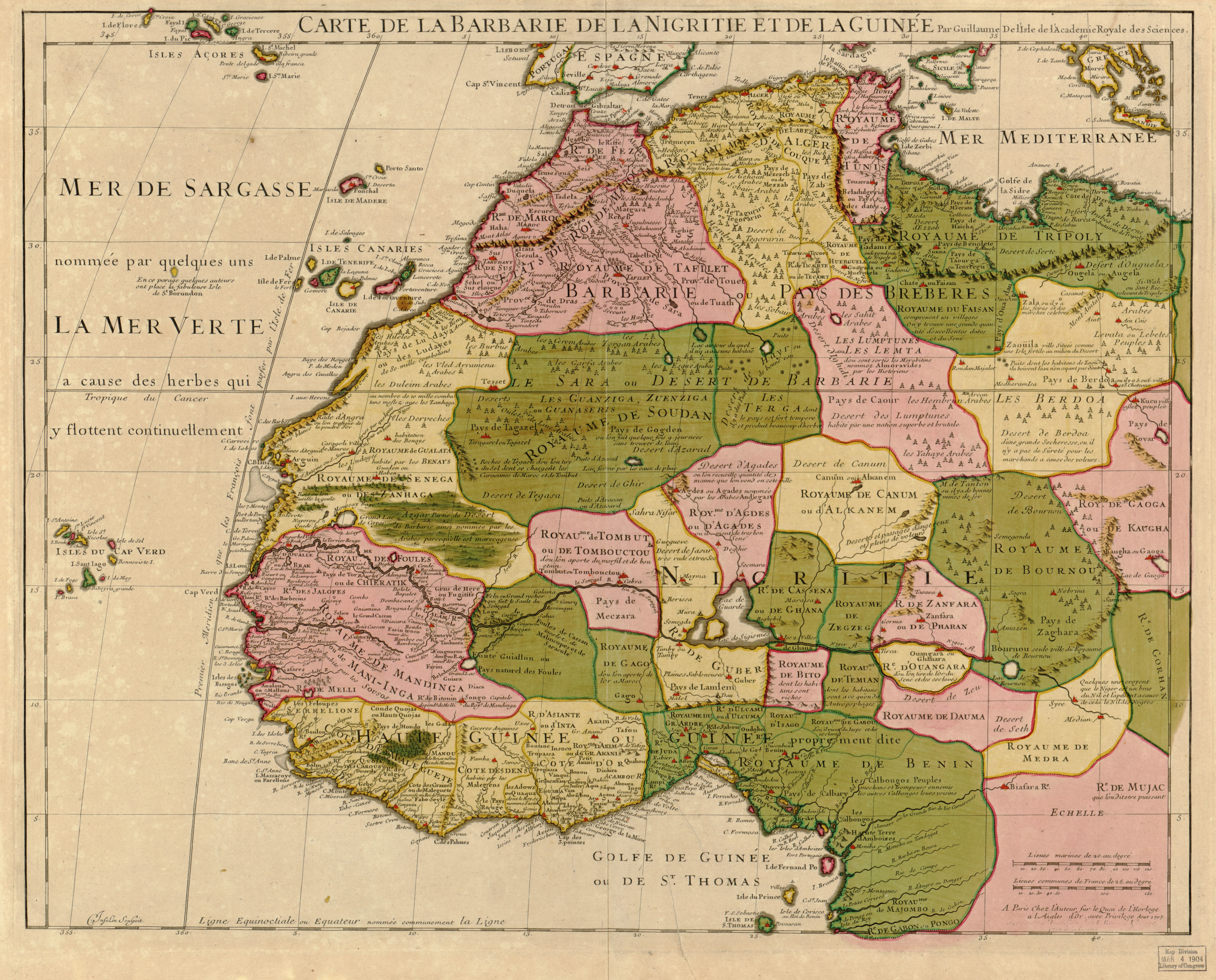
Mapa de 1707 en el cual se puede leer "Roy.me d'Agdes ou d'Agades".

En el siglo XI, llegaron los primeros tuareg a la región del Aïr, dos grupos de la federación de los Isandalan que ocuparon el norte y el oeste del territorio. En el siglo XII llegaron los Kel Gres, que desplazaron a los Imakitan del oeste. A finales del siglo XIV llegaron los Kel Ewey, que desplazaron a los Itesan del sur, y además ocuparon la región norte. Antes de la llegada de los tuaregs, la región estaba poblada por africanos negros songhai y hausa.
La primera noticia del sultanato del Aïr es de 1405. El sultanato del Aïr era un estado débil, en el cual había un sultán que era jefe religioso, controlaba las caravanas y ordenaba las villas, al tiempo que había unos jefes nómadas que mantenían sus guerreros y sus rebaños en los territorios desérticos adyacentes. El sultán era elegido de entre los hijos de las concubinas esclavas de los tuaregs, de manera que no pudiera alegar casta noble y además, favoreciese a la tribu de su linaje. 
Entre 1502 y 1513, la sede del sultanato de estableció definitivamente en Agadez. El sultán pagaba tributo al imperio Songhai, aunque el askia de Gao envió dos expediciones contra el sultán, una en 1500, cuando el sultanato aún tenía su sede en Tadeliza, y la otra, en 1515, contra Agadez.
En el siglo XVII, la sucesión matrilineal, que era la tradicional en el mundo tuareg, se cambió por una sucesión patrilineal. En el siglo XIX, al tiempo que los franceses estaban haciendo sus primeras exploraciones, los tuaregs fueron desplazados por los tubu en la región del Teneré. 
La revuelta tuareg en 1916-17, sumió la región en el caos. En 1919, el último sultán de Agadez fue aprisionado por los franceses y murió en menos de un año.

### Los tuaregs en el conflicto de Libia (2011 - actualidad)
La población tuareg de Libia era escasa, pero en los años setenta comenzaron a llegar inmigrantes y refugiados procedentes de Malí y Níger. Gadafi empleó a muchos tuaregs en el grupo paramilitar Legión Islámica, fundado en 1972. Tras la desastrosa guerra con Chad, muchos tuareg permanecieron en Libia e ingresaron en el ejército libio, donde se formaron brigadas compuestas por tuaregs.
En 2011, unos 2000 mercenarios tuaregs de Malí acudieron a Libia para apoyar al dictador en su lucha contra la oposición. La mayoría retornó a su país donde encabezaron la rebelión de 2012. Unos 3000 militares tuareg del ejército libio, en su mayoría de origen maliense, integrados en la brigada Maghawir con base en Ubari permanecieron leales a Gadafi, mientras una parte de ellos - unos 400, bajo el mando del coronel Mohamed Ag-Najem, marchó a Malí, donde contribuyeron a formar el Movimiento Nacional para la Liberación del Azawad (MNLA). El gobierno de la Cámara de Representantes otorgó la nacionalidad a muchos miembros del ejército, que como los tuaregs, habían estado combatiendo sin ciudadanía libia. 
La lealtad de los tuaregs integrados en diferentes grupos armados ha ido variando y, mientras que la mayoría permanecía leal al Ejército Nacional Libio algunos apoyaban al Gobierno de Fayez al Sarraj (GNA), como el teniente general Ali Kanna, nombrado jefe de la región militar de Sabha.

### Los tuaregs en las actuales luchas en el Sahel (2012 - actualidad)
Artículo principal: Conflicto en el norte de Malí

Situación en Malí (2020) Territorio controlado por el ejército [rosa], por milicias progubernamentales tuareg del GATIA [amarillo] por los tuaregs independentistas del Azawad - MNLA [verde] y por los islamistas [blanco y gris].

El retorno en 2011 de una gran cantidad de tuaregs que apoyaban al dictador Gadafi integrados en la legión islámica, galvanizó la última rebelión en 2012. Tras la misma, algunos de estos mismos combatientes, así como antiguos miembros del MNLA, se integraron en grupos afines a Al Qaeda, como es el caso de Ansar ed-Din, dirigido por el antiguo líder de las revueltas de 1990 Iyad Ag Ghaly, como a grupos filiales de ISIS o directamente se enrolaron en ellos. La mayoría de población, no obstante, no apoyaba a ninguno de estos dos grupos radicales yihadistas y buena parte de los antiguos milicianos tuareg integraron milicias que cooperaban con los ejércitos de Malí y Níger, así como con las fuerzas francesas que lideraban la operación Barkhane o bien comenzaron a mantener por su cuenta sus propias acciones contra los grupos radicales islámicos. El grupo armado GATIA cooperó con el ejército maliense en sus milicias, aunque con una relación dual. A GATIA se le ha acusado de tráfico de drogas y de violar el alto el fuego de 2015.
Varias decenas de miles de tuareg de Malí huyeron de la guerra a campos de refugiados, sobre todo de Mauritania, Níger y Burkina Faso. También se produjeron desplazamientos internos por causa del conflicto en el Sahel. Aunque parte de ellos llegaron a los campos en 2012, la política del Alto Comisionado de las Naciones Unidas para los Refugiados (ACNUR) es repatriar a los refugiados a sus zonas de origen una vez que se den las condiciones de seguridad para ello, como sucedió en la década de 1990 con otra ola de refugiados tuareg.

## Territorio tuareg
El pueblo tuareg habita en la zona norte y occidental del Sáhara y el norte del Sahel. Para los tuaregs, el Sáhara no es un desierto, sino varios juntos. De entre los desiertos del noroeste de África, destaca el Tiniwan. También se pueden citar numerosos desiertos, que ellos diferencian entre más y menos áridos, llanos o montañosos:
- Adrar
- Tagant
- Tawat (Touat) Tanezruft
- Adrar n Ifughas
- Tamasna
- Azawagh
- Adar
- Damargu
- Tagama
- Manga
- Ayr
- Tarramit (Termit)
- Kawar
- Jado
- Tadmait
- Admer
- Igharghar
- Ahaggar
- Tassili N'Ajjer
- Tadrart
- Idhan
- Tanghart
- Fezzán
- Tibesti
- Kalansho y
- el Desierto Líbico.

## Demografía

Área de distribución del pueblo tuareg.

### Libia

Zona de población tuareg en Libia en 1975 en color lila.

La población tuareg de Libia, tanto nómada como sedentaria, era escasa y limitada a unos pocos miles en el Fezzan, al sudoeste del país, ya que era el territorio de origen desde el cual el pueblo tuareg se expandió a partir del siglo XI. En las décadas de 1970 y 1980, se estima que llegaron a la Libia de Gadafi unas 20 000 familias tuareg, la mayoría de las cuales no obtuvo la nacionalidad libia, aunque algunos retornaron a Malí y Níger en años posteriores.
La Comisión Africana de Derechos Humanos y de los Pueblos estimaba en un informe en 2005 que la población tuareg de Libia era de 60 000 personas.

### Burkina Faso
En Burkina Faso, según el censo de 2006, el 0,97 % de la población de 3 años o más hablaba el tamachèque o bella, un total de 122 019 hablantes sobre una población de 12 606 887 habitantes. No obstante, la CIA le otorga a 2020 un total de 400 000 descendientes, un 1,9 % de la población del país, de un total de 20,8 millones habitantes. La mayoría, el 95,3% de ellos, residía en la región de Sahel, donde constituían el 13,33 % de la población, siendo la suya la segunda lengua más hablada. Tres cuartas partes de los tamacheque o bella de Burkina Faso residen en la provincia de Oudalan, al norte del país, donde son la mitad de la población total. 
Burkina Faso tiene una población total de 21,51 millones de habitantes en 2020. La población estimada touareg o bellah en Burkina Faso es de 208 648 habitantes.

### Malí
El teniente coronel Kalifa Keita estimaba la población tuareg de Malí en 621.000 individuos en 1998. En el censo de Malí no se pregunta a los encuestados sobre su etnia, sin embargo, sí se pregunta por su lengua materna. Para 2009, el 3,5 % de la población de Malí tenía el tamazigh como lengua materna, siendo entonces por tanto 508 500 los hablantes de este idioma. 
Para 2020, con la proyección de población estimada y ese mismo porcentaje, se puede asumir una población hablante de tamasheq en 708 800, aunque parte de ellos se hallen en campos de refugiados en Níger. 
Sin embargo, alrededor de un 50 % de esa población podía pertenecer a la casta o etnia de los iklan-bellah, que se estimaba para 2017 entre 300 y 500 mil individuos, buena parte de la cual, a día de hoy, es sedentaria y vive en zonas urbanas o zonas rurales en comunidades escindidas de los tuaregs que no descienden de esclavos.
De acuerdo con el censo de 2009, el 0,92 % de la población de Malí eran nómadas, con un total de 131 695 personas en 24 140 unidades familiares cuyas zonas de pastoreo trashumante estaban en las regiones de Gao, Timbuctú y Kidal.

### Níger

Zona de población tuareg en Níger en color caqui.

Según el censo de población de 2001, había en Níger en ese año 2 596 634 ciudadanos de la etnia tuareg, el 11% de la población total del país. El 34 % de los tuaregs de Níger habitaba la región de Tahoua, el 20 % la de Tillabéry, el 18 % la de Agadez, el 15 % la de Zinder y el 13 % restante se repartía por el resto del país, siendo mayoría únicamente en la región de Agadez, donde eran el 60 % de la población. En otras regiones constituían importantes minorías: 17,5 % de la población de Tahoua, 11 % de la de Tillabéry, 7,5 % de la de Zinder.
Estimando para 2020 una composición étnica similar a la de 2001, se puede estimar que la población tuareg en Níger en este año es de 2 251 000 tuaregs.

## Diáspora

### Refugiados
Desde la independencia, y dados los conflictos armados recurrentes que ha habido entre las poblaciones nativas de tuareg en Malí y Níger contra sus respectivos estados, y desde 2012, por la presión de los movimientos yihadistas en el Sahel, decenas de miles de tuareg han buscado refugio en territorios vecinos, principalmente Burkina Faso y Mauritania, aunque también en Níger se han formado campamentos de refugiados bajo la tutela de ACNUR. En el campo de refugiados de Abala, Níger, el 68 % de los cerca de doce mil refugiados eran de la casta tuareg de los iklan-bellah, mientras que solo el 1 % eran de castas de tuaregs "libres".
En 2013, un informe de la Organización Internacional para las Migraciones que la mayoría de refugiados y desplazados internos de Malí pertenecían a grupos tuareg o moros, cifrando en 176 144 los malienses que habían hallado refugio en países del entorno y en 301 027 los desplazados internos.
En 2015, en los tres campos de refugiados más grandes en Níger, que sumaban unos 47 000 refugiados, los tuaregs eran la etnia más importante: Tabareybarey, 79 % del total de refugiados, Abala 85 %, Intikane 99 %.
En 2018, el 67% de los 53 512 refugiados que se hallaban en el campo de M'Bera, Mauritania, eran, según ACNUR, tuaregs. Casi la mitad había llegado al campo en 2012.
Recientemente, ACNUR ha procurado que las poblaciones nómadas preserven su estilo de vida en las naciones de acogida. A este número de refugiados en países vecinos, se suman desplazados internos, dentro de las fronteras de cada país, aunque también se producen retornos.

### Emigrantes
También asociada a la conflictividad bélica, pero en parte motivados por las pobres condiciones económicas en Malí y Níger, dadas las sequías de 1972-1974 y 1984-1986, muchos tuareg emigraron, principalmente a Libia y Argelia, aunque también a otros países de la zona como Burkina Faso, Mauritania o incluso fuera de África, principalmente a Arabia Saudí y Europa. 

## Organización social

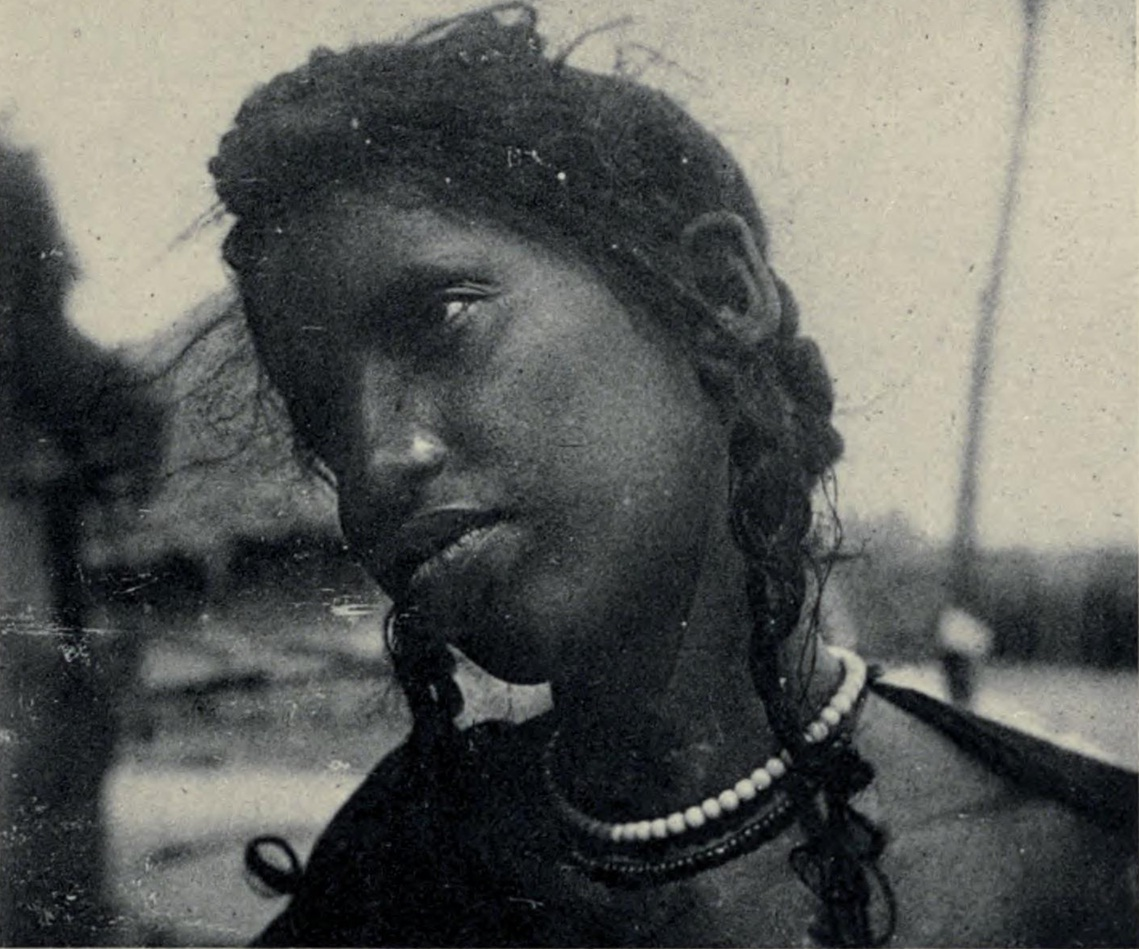
Joven mujer tuareg en territorios del actual Malí (h.1912). Las mujeres tuareg no se velan, al contrario que los hombres.

La estructura básica de la sociedad tuareg es el linaje (tawshit), grupo de parientes que reconocen un antecesor común. Los hijos pertenecen al linaje de la madre y heredan de ella, pero el hogar se establece en los aghiwan o campamentos del linaje del padre. Cada linaje pertenece a una categoría social determinada y hace parte de una ettebel (comunidad social o ‘tribu’). Los linajes designan un amghar, su líder (varón) y el consejo de líderes se designa entre los guerreros (varones), el amenokal, jefe del ettebel.
La tienda (ehe) es identificada con el matrimonio y el hogar. La mujer debe fabricarla, con pieles o tejidos de cestería y es su propietaria. Las mujeres tienen autoridad en el campamento, ya que el hombre está frecuentemente ausente, en sus actividades como pastor, comerciante o guerrero. Generalmente la mujer sabe escribir y está más instruida que su esposo, participa en los consejos y asambleas del linaje y es consultada en los asuntos de la tribu.
El cortejo entre mujeres y hombres solteros, viudos o divorciados se realiza en sitios denominados ahal. Allí se conversa, se canta, se interpreta música, se recitan poesías y se conciertan citas de amor. El matrimonio se realiza después de que la mujer ha aceptado un pretendiente y él la solicita al suegro, pagando una dote, generalmente en ganado. La mujer lleva su ganado personal al nuevo hogar y puede divorciarse y casarse con otro pretendiente si se considera maltratada por el esposo.

## Estratificación social tradicional

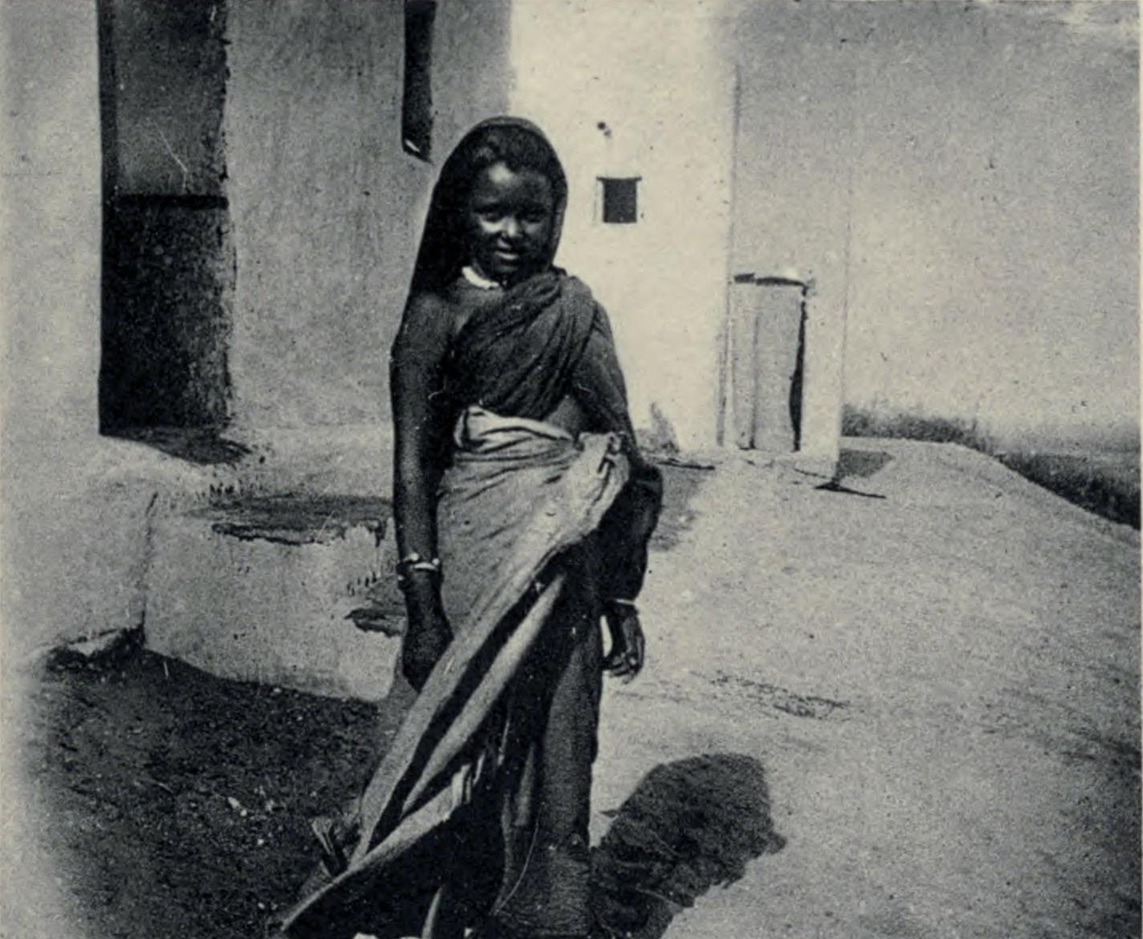
Joven tuareg en actual Malí, hacia 1912. Fotografía capitán Repoux.

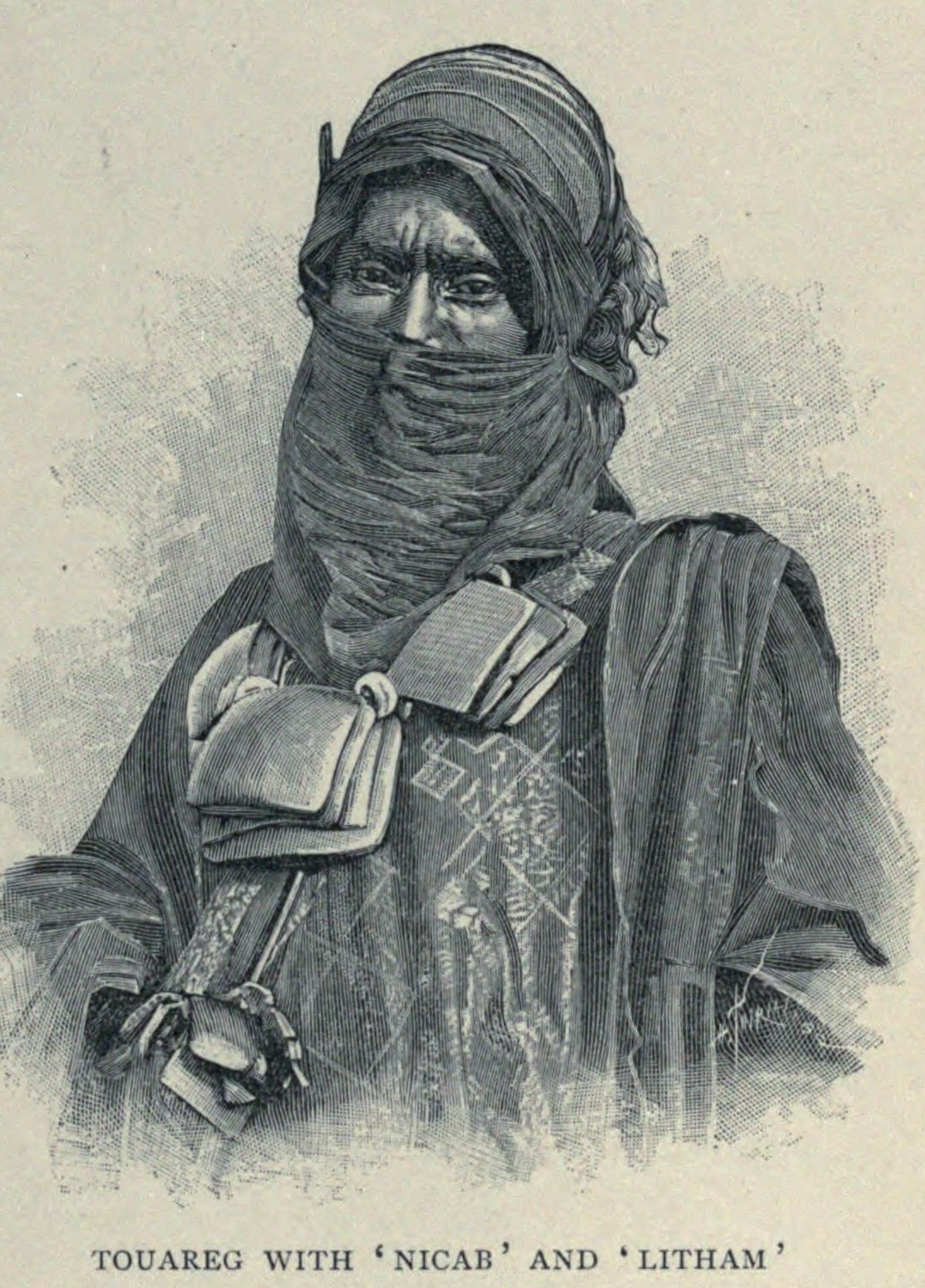
Tuareg de Timbuctú hacia 1896, en la obra Tombouctou la mystérieuse, de Félix Dubois.

Tradicionalmente la sociedad tuareg es jerárquica y distingue entre nobles y vasallos y entre ilellan (libres) e íklan (esclavos). La cultura tuareg choca con la cultura islámica, ya que las costumbres patriarcales del Islam se superponen sobre las costumbres matriarcales de los tuaregs. Por eso, la poligamia, que es habitualmente visto en jefes tuaregs y en eruditos islámicos, es considerado, según la tradición tuareg, como práctica contraria a la preislámica tradición tuareg de una relación monogámica, además de no requerir que las mujeres usen ni hijab ni velo, mientras que los hombres, por protección contra la arena desértica o por tradición, deben usarlo, aunque solamente les cubre el rostro. 
Las federaciones tuareg estaban normalmente compuestas por una tribu noble de la que dependían tribus de vasallos, que podían ser imghad, o tribus de morabitos, pero a veces los imghad y los morabitos podían tener a su vez tribus vasallas a las que hubieran dominado por guerra. Los grupos bellah de agricultores sedentarios o ganaderos nómadas en ningún caso eran independientes, sino que estaban sometidos y vinculados a un determinado grupo. También había iklan-bellah domésticos que convivían con sus señores.
Esta estructura social tradicional se vio afectada en primer término por la ocupación francesa que supuso una reducción enorme de la clase noble por las luchas contra el ejército colonial hasta 1920, y en segundo, por la independencia, que supuso la emancipación de buena parte de la casta de esclavos bellah-iklan.

### Libres (ilelan)

#### Aristocracia (imayeghan)
Los jefes pertenecen a la casta imúšaɤ (imajeghan: ‘libres nobles’) encargados de la defensa, la guerra, las incursiones para robar ganado y el comercio en caravanas. Los imajaghan han despreciado otras actividades en beneficio de sus habilidades como guerreros y políticos. Su propiedad sobre mayor número de ganado y la posesión de esclavos les permite dedicarse a la poesía, deportes y tradiciones cortesanas.

#### Sacerdotes (ineslemen)
Una casta de clérigos, los ineslemen (‘los del islam’) o morabitos, instruyen con el Corán, dan guía espiritual, confeccionan amuletos, celebran matrimonios, dan nombre a los niños, resuelven litigios de familia e imparten justicia. Sus esposas, al contrario de otras mujeres, no deben ser vistas por fuera de la tienda sin estar cubiertas, ni viajar sin una litera con arcos de un tejido blanco.

#### Pastores (imghad)
Los pastores libres ímɤad (imghad plural; amghid singular) son propietarios de cabras y algunos camellos. En el Ahaggar son llamados kel ulli, ‘los de las cabras’. En algunos lugares tienen también ovejas e incluso bovinos y les corresponde pastorear también los rebaños de los aristócratas de su ettebel, de los cuales se consideran vasallos. Algunos linajes de pastores son mestizos iregeynatan (singular arageyna) y se les considera también libres aunque con un estatus propio.

#### Artesanos (inadan)

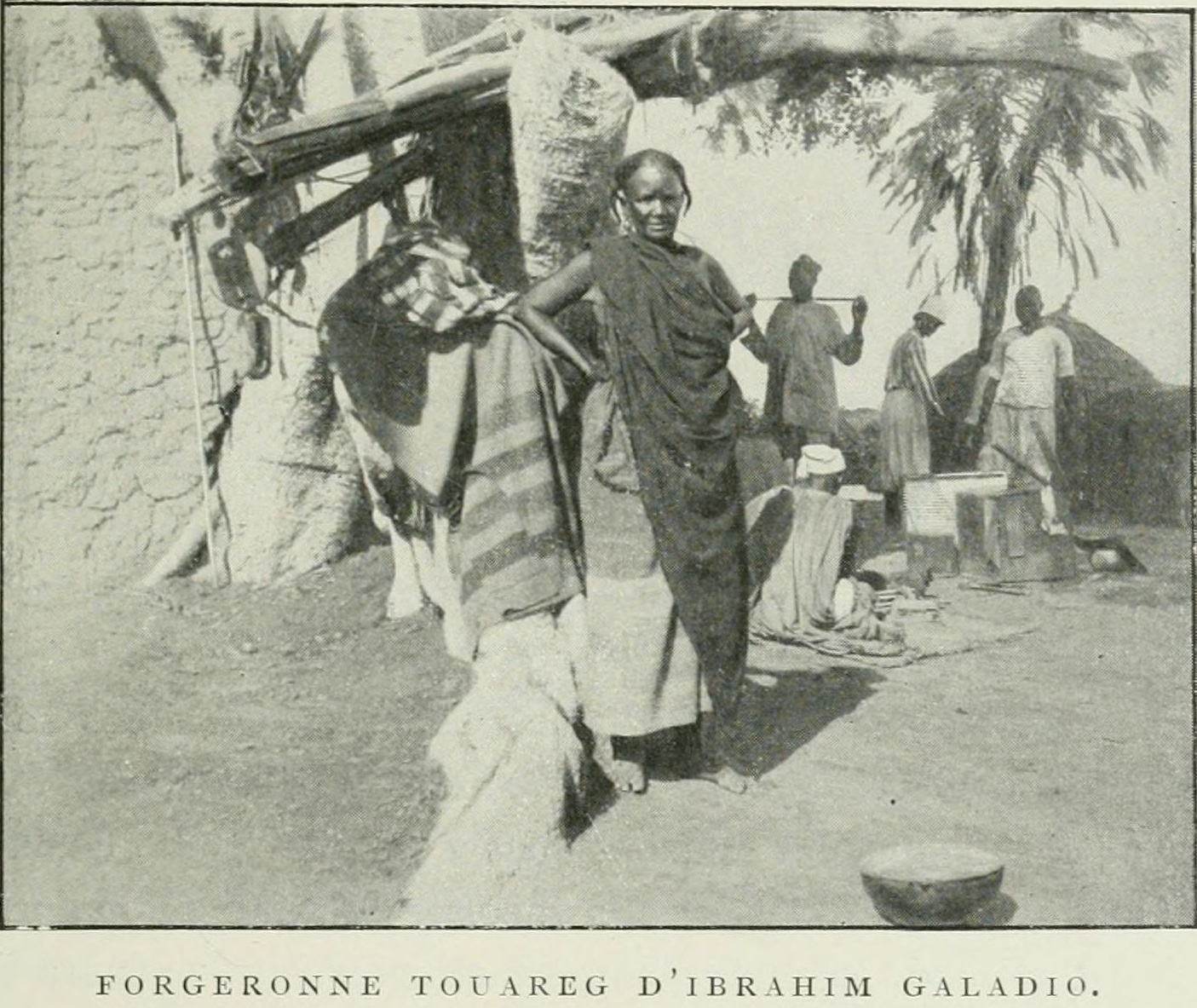
Mujer de la casta de artesanos forjadores de los tuaregs, de Ibrahim Galadio. Zona ribereña del Níger 1896.

Los inhædˤæn (o inadan) son una casta de artesanos, originalmente herreros, trabajan también la alfarería, el cuero (especialmente las mujeres) y la madera. Fabrican y reparan herramientas, sillas de montar, artefactos domésticos y otros objetos. En varias comunidades los artesanos provienen de esclavos libertos.

### Esclavos (íklan)
Como en otras etnias del norte y occidente de África y del desierto, en la sociedad tuareg se desarrolló la servidumbre. Los íklan o bellah fueron dominados o capturados por los tuaregs y forzados a trasladarse. Se desempeñan como esclavos domésticos en los campamentos, al servicio de los ilellan. Una parte se encarga de la agricultura al sur del territorio tuareg y produce para sus señores. Un hombre libre finalmente puede casarse con una mujer de su servidumbre, en cuyo caso los hijos se consideran libres. Las normas francesas de «liberación de los esclavos» tendieron a debilitar la economía tuareg y a doblegar su feroz resistencia al colonialismo.

Se estimó que en la curva del Níger, cuando se realizaron los censos de 1894 y 1904, el 50 % de la población tuareg eran esclavos, por lo tanto, pertenecientes a la casta de los bellah, con un 61 % en la región de Timbuktu y un 75 % en la región de Gao.
En la década de 1940, los iklan representaban el 13 % de los tuaregs de la circunscripción de Kidal, el 44 % de la de Menaka, el 28 % de los tuaregs de Agadez en Níger, y el 70 % en Tahoua. En 1958 eran el 80 % en Ayorou y Bankilaré.
En la década de 1960 se apuntaba a una mayor fertilidad entre los bellah sedentarios respecto a las poblaciones de tuareg nómadas y a un claro declive de las poblaciones nobles, afectadas por la pérdida de hombres en la guerra de Kaocen y la renuencia de las mujeres de las tribus nobles a tomar maridos de otras castas.

## Federaciones tuaregs
Los tuaregs se encuentran organizados en ettebel (‘tribus’ a veces llamadas federaciones o confederaciones) siendo las principales:
- Kel Ahaggar confederación tribal del Ahaggar (en Argelia), siendo ahaggar: ‘ancestro’.
- Kel Adrar, confederación tribal del Adrar de los Iforas (en Malí), siendo adrar: ‘montaña’.
- Kel Ajjer confederación tribal del este de Argelia y el oeste de Libia.
- Kel Ansar, confederación tribal de la zona de Tombuctú.
- Kel Air confederación tribal de las Montañas de Air (en Níger).
- Kel Gress, confederación tribal del sur de Níger.

El término kel significa: ‘gentes de’ o ‘los de’. Así kel dinnig son ‘los del Oriente’ y kel ataram ‘los del Occidente’.

## Lengua
- Idioma tuareg (tamashek)

## Los tuaregs en la literatura
- El escritor y periodista español Alberto Vázquez-Figueroa inmortaliza a este pueblo en sus obras Tuareg, Los ojos del tuareg y El último tuareg, tres libros que muestran desde su interior el comportamiento, la forma de vida de la tribu y su inviolable código de ética.
- Julio Verne, en su obra La invasión del mar, también hace una amplia descripción de este pueblo, dado que protagonizan este relato.